# Música ainu

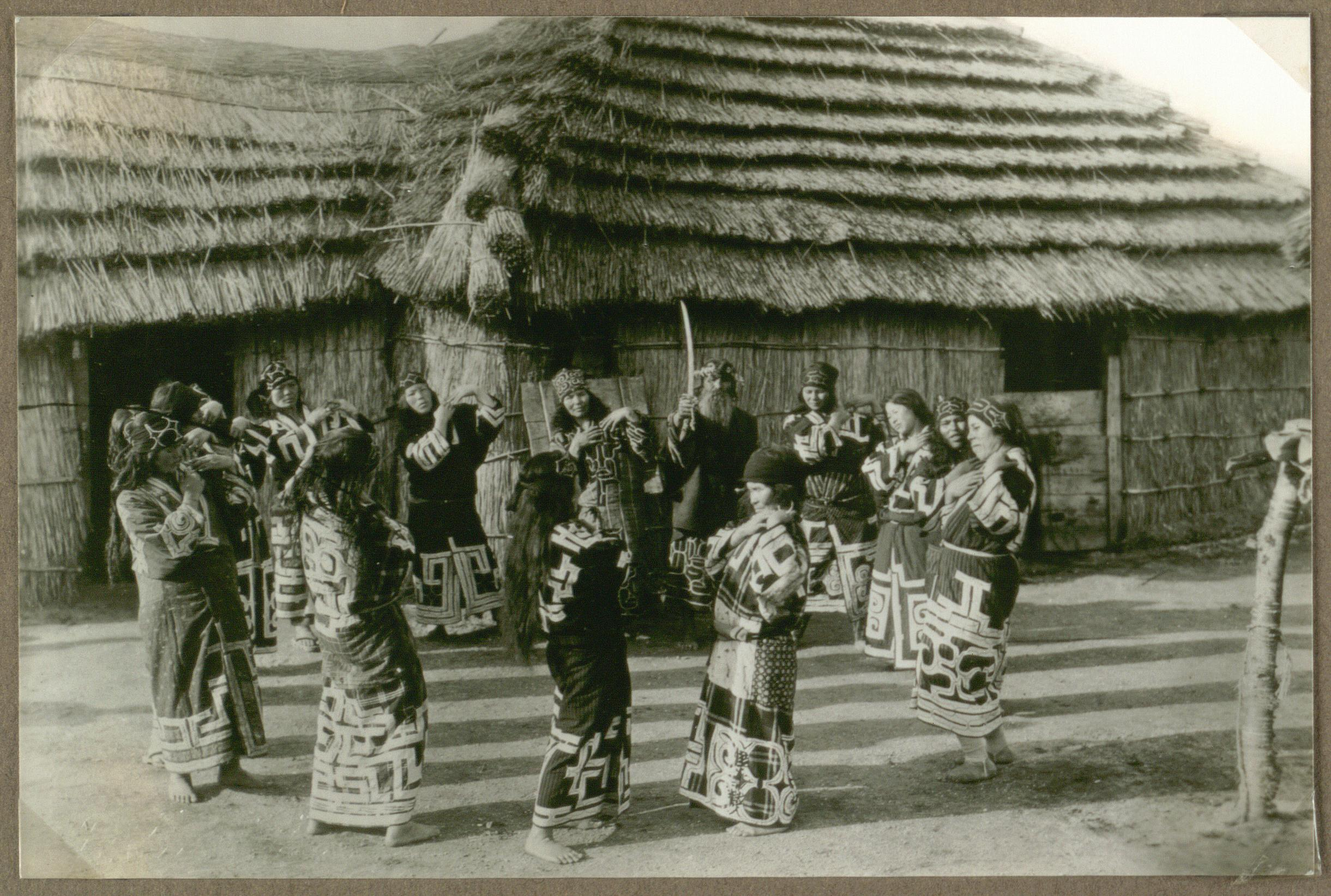
Gente ainu cantando y participando en su danza ceremonial en círculo.

La música ainu es la expresión musical de los ainu, un pueblo del norte de Japón y el Extremo Oriente ruso que posee una tradición musical autónoma.
Los géneros incluyen el antiguo yukar (mimo) que es una forma de poesía épica y upopo, en el que "la segunda voz de contrapunto tiene que imitar la fórmula musical de la primera voz de contrapunto (que no se oye hasta el último momento), en un intervalo mucho más corto que la de los cánones occidentales ya que la segunda voz ataca la fórmula musical precedente antes de que la primera voz haya acabado."
El intérprete más famoso de música ainu parece ser Oki.

## Yukar
Yukar (ユーカラ) son sagas heroicas ainu, que forman un corpus de una larga y rica tradición oral.
Quizá el único libro editado en inglés sobre las canciones épicas de los ainu es "Songs of Gods, Songs of Humans: The Epic Tradition of the Ainu" (Canciones de los dioses, canciones de los humanos: la tradición épica de los ainu) North Point 1982 y University of Tokyo Press 1979, de Donald L. Philippi.
Los cuentos tradicionales describen mundos flotantes, siendo "Ainu Mosir" la tierra de los humanos en oposición a "Kamui Mosir" la tierra de los dioses. Ainu Mosir se encuentra sobre la grupa de un pez, cuyos movimientos producen los terremotos.
El dr. Kyōsuke Kindaichi (金田一京助) ha coleccionado los yukar y los ha traducido al japonés.